# Aeroportul Internațional Udon Thani
Aeroportul Internațional Udon Thani (IATA: UTH, ICAO: VTUD) este un aeroport din Mak Khaeng⁠(d), Udǭn Thānī, Provincia Udon Thani, Thailanda ce deservește zona Provincia Udon Thani. Aeroportul a fost tranzitat în 2020 de 1.410.139 de pasageri.
Situat la o altitudine de 176 m, aeroportul dispune de o singură pistă.